# 柳传志
柳传志（1944年4月29日—），江苏镇江人，中国企业家，联想集团创始人，中国共产党党员。
柳传志成为联想集团CEO之后，曾任联想控股有限公司总裁、联想集团有限公司董事局主席，2011年11月2日卸任，现任联想集团有限公司董事局名誉主席，联想集团高级顾问。

## 生平
1966年，柳传志毕业于西安军事电讯工程学院（现西安电子科技大学前身），后曾在国防科工委十院四所和中科院计算所从事科学研究工作。
1984年，作为公司创始人之一创办北京计算机新技术发展公司(联想集团前身)，后曾任总经理、总裁。
1988年，创建香港联想并出任主席。
1997年，北京联想与香港联想合并，柳传志出任联想集团主席。
2000年1月，被《财富》杂志评选为“亚洲最佳商业人士”。
2000年6月，被《商业周刊》评选为“亚洲之星”。曾創辦泰山會。
2013年10月，全国工商联60华诞之际，《中国工商》杂志、华商韬略编辑委员会、中华工商联合出版社联合发起《民营力量璀璨中国梦想——100位对民族产业贡献卓著的民营功勋企业家》荣誉表彰报道活动，彰显民营经济及民营企业家的民族成就与国家贡献，柳传志获“对民族产业贡献卓著的民营功勋企业家”荣誉肯定。
2018年12月18日，在庆祝改革开放40周年大会上，柳传志获得改革先锋称号，被誉为“科技产业化的先行者”。
2019年12月18日，联想控股发公告称，柳传志卸任董事长、执行董事及提名委员会主席职务，自2019年12月31日结束后生效。董事会授予柳传志“名誉董事长”职衔，并与其签订顾问协议，聘任其为资深顾问。接任者将是现联想控股高级副总裁兼首席财务官、执行董事宁旻。与此同时，联想控股总裁、执行董事朱立南也宣布卸任。
2021年，在聯想巨額虧損的情況下，柳傳志仍然收取高達1億多人民幣的巨額退休金，引起投資者的強烈不滿，其在任期間稀釋國有資產股權份額的行為亦受到中國政府調查。另外，其女兒柳青涉嫌參與滴滴出行的秘密赴美上市，被監管機構立案調查，滴滴出行的手機應用程式亦被勒令即時下架。
2022年4月，柳传志和柳青父女双双清空微博账号内容，引发外界揣测。

## 家庭
- 父親——柳谷書（1921年6月10日-2003年9月5日）：1944年毕业于上海大夏大学。1947年参加工作，1956年8月加入中国共产党。1984年，63岁的柳谷书创办了中國專利代理(香港)有限公司。1993年参加创建北京柳沈知识产权公司，后改为柳沈知识产权律师事务所，为首席合伙人，是中國最早從事於專利事務的律師之一。之后再度出山挽救了奄奄一息的香港法律服务公司。2001年11月在事务所退休，任终身高级顾问。
- 妻子——龔國興（？-）：毕业于西安军事电讯工程学院（现西安电子科技大学前身）。與柳传志大學同學，龚国兴学习成绩特别好。1969年結婚，1970年龔國興與丈夫同時被分配在中科院计算所工作。1984年龔國興夫婦合創北京计算机新技术发展公司（联想集团前身）。育1子1女；
- 長子——柳林（1970年 - ）：北京邮电大学计算机系本科毕业，美国哥伦比亚大学計算機硕士畢業；畢業後在联想投资实习了半年後，独立操作投资业务。2016年12月28日柳林结婚。
- 女兒——柳青（1978年6月16日－）：北京大学计算机专业本科，美國哈佛大学计算机专业硕士。2002年任職高盛香港职投资银行分析员，2004年转任投资部股權投資基層分析員，2008年晋升为执行董事。2014年7月28日，柳青加入滴滴打车（现更名为滴滴出行），出任首席运营官职务，2015年2月4日升任滴滴总裁。2019年4月16日，柳青在个人朋友圈透露，已经离婚两年，是“单身妈妈”。

## 荣誉

### 外国勋章奖章
- 意大利之星指挥官勋章（義大利語：Ordine della Stella d'Italia）（意大利，2016年6月3日公布[5]，2017年2月21日于北京意大利驻华大使馆颁发[6]）